# Klaus-Dieter Kerwitz
Klaus-Dieter Kerwitz (* 10. Juli 1940 in Nordhausen; † 28. November 2017 ebenda) war ein deutscher Grafiker und Gebrauchsgrafiker.

## Leben und Werk
Kerwitz absolviert von 1947 bis 1957 die Adolph-Diesterweg-Schule in Nordhausen und besuchte von 1957 bis 1960 die Arbeiter- und Bauernfakultät an der Hochschule für Bildende Künste Dresden (HfBK). Nach einem Arbeitspraktikum im Motorenwerk Nordhausen studiert er von 1962 bis 1967 an der HfBK im Grundstudium bei Fritz Fröhlich sowie bei Hans Mayer-Foreyt und Werner Tübke. Das Diplom erwarb er bei Wolfgang Mattheuer. Von 1968 bis 1975 arbeitete er freiberuflich als Messe- und Ausstellungsgestalter in Leipzig. Ab 1976 war er freiberuflich in Nordhausen als Gebrauchsgrafiker und dann als freier Grafiker tätig. Wichtige künstlerische Vorbilder waren ihm Paul Klee und William Turner.
Kerwitz hatte sein Atelier anfangs in seiner Mietwohnung. Dann erwarb er 1984 in Rüdigsdorf ein Fachwerkhaus, das er bis 1988 zu seinem Wohn- und Atelierhaus ausbaute. Als Maler arbeitete Kerwitz vor allem in Acryl, Öl und Mischtechnik, als Grafiker beherrschte er vor allem die Technik der Radierung, auch in Kombination mit Aquatinta. 1984 gehörte eines seiner Aquatinta-Blätter zu den 100 ausgewählten Grafiken der DDR. Kerwitz schuf auch einige Wandbilder in Acryl auf Putz.
Kerwitz war von 1970 bis 1990 Mitglied des Verbands Bildender Künstler der DDR, ab 1978 in der Sektion Maler/Grafiker. Er erhielt Aufträge u. a. von der Nationalen Volksarmee. Er hatte seit 1969 im In- und Ausland eine große Zahl von Einzelausstellungen und war in der DDR an wichtigen Gruppenausstellungen beteiligt.
Grafiken Kerwitz’ mit regionalen Motiven befinden sich im Kunsthaus Meyenburg Nordhausen.
Von 1994 bis 1999 war Kerwitz in der Fraktion Bündnis 90/Die Grünen parteiloses Mitglied des Nordhäuser Stadtrates.
Kerwitz war ab 1963 mit Heidemarie, geb. Zimmermann, verheiratet. Ihr 1964 geborener Sohn Tomas ist Textil-Designer.
Kerwitz unterhielt freundschaftliche Beziehungen zu Gerd Mackensen.
Er wurde unter großer öffentlicher Anteilnahme auf dem Hauptfriedhof Nordhausen beigesetzt.

## Radierungen (Auswahl)
- Luftlandeübung (1980/1981; aus der Folge von Aquatinta-Radierungen Einsichten eines Pleinairs; auf der IX. Kunstausstellung der DDR)[5]
- Gesichter der NVA (1982, Zyklus von fünf Aquatinta-Radierungen; Auftrag der NVA)[6]
- Flugwetter (1986, Aquatinta-Radierung; auf der X. Kunstausstellung der DDR)[7]

## Teilnahme an zentralen und wichtigen regionalen Ausstellungen in der DDR
- 1979 und 1984: Erfurt, Bezirkskunstausstellungen
- 1981: Dresden, Ausstellungszentrum am Fučík-Platz („25 Jahre NVA“)
- 1982/1983 und 1987/1988: Dresden, IX. und X. Kunstausstellung der DDR
- 1983: Leipzig, Messehaus am Markt („Kunst und Sport“)
- 1983 und 1989: Berlin und weitere Städte („100 ausgewählte Grafiken“)
- 1986: Cottbus, Staatliche Kunstsammlung („Soldaten des Volkes – dem Frieden verpflichtet. Kunstausstellung zum 30. Jahrestag der Nationalen Volksarmee“)
- 1986: Magdeburg, Kloster Unser Lieben Frauen („Grafik in den Kämpfen unserer Tage“)